# Schleid (Thuringe)
Schleid est une commune allemande de l'arrondissement de Wartburg, Land de Thuringe.

## Géographie
Schleid se situe sur l'Ulster, dans le Vordere Rhön qui comprend le Burgstelle Bocksberg.
La commune comprend Schleid, Motzlar, Kranlucken et Zitters.
|       | Geisa   | Gerstengrund     |
| Geisa | Schleid | Brunnhartshausen |
|       | Tann    | Kaltennordheim   |

Schleid se trouve sur la Bundesstraße 278.

## Histoire
Schleid est mentionné pour la première fois en 1186 sous le nom de Sleitaha.

## Personnalités liées à la commune
- Conrad Lautenbach (1534-1595), théologien né à Motzlar.
- Eugene Buechel (1874-1954), missionnaire jésuite
- Ludwig Nüdling (1874-1947), prêtre

## Source de la traduction
- (de) Cet article est partiellement ou en totalité issu de l’article de Wikipédia en allemand intitulé « Schleid (Rhön) » (voir la liste des auteurs).